# Prostory (obwód orenburski)
Prostory (ros. Просторы) – wieś (sieło) w Rosji, w obwodzie orenburskim, w rejonie kwarkieńskim. W 2010 liczyła 750 mieszkańców.